# Ngvenkei II
Ngvenkei II (ou Nguvinkei II) est une localité du Cameroun située dans la commune d’Oku (Elak-Oku) et le département du Bui.

## Population
Lors du recensement de 2005, on a dénombré 2 191 personnes : soit 1 157 femmes et 1 034 hommes.